# Tony Bennett/Diskografie
Diese Diskografie ist eine Übersicht über die musikalischen Werke des US-amerikanischen Jazzsängers Tony Bennett. Den Schallplattenauszeichnungen zufolge hat er bisher mehr als 13 Millionen Tonträger verkauft, davon alleine in seiner Heimat über 11,1 Millionen. Seine erfolgreichste Veröffentlichung ist das Album Duets: An American Classic mit über 2,3 Millionen verkauften Einheiten.

## Alben

### Studioalben
| Jahr | Titel                                                | Höchstplatzierung, Gesamtwochen, AuszeichnungChartplatzierungen (Jahr, Titel, Platzierungen, Wochen, Auszeichnungen, Anmerkungen) | Höchstplatzierung, Gesamtwochen, AuszeichnungChartplatzierungen (Jahr, Titel, Platzierungen, Wochen, Auszeichnungen, Anmerkungen) | Höchstplatzierung, Gesamtwochen, AuszeichnungChartplatzierungen (Jahr, Titel, Platzierungen, Wochen, Auszeichnungen, Anmerkungen) | Höchstplatzierung, Gesamtwochen, AuszeichnungChartplatzierungen (Jahr, Titel, Platzierungen, Wochen, Auszeichnungen, Anmerkungen) | Höchstplatzierung, Gesamtwochen, AuszeichnungChartplatzierungen (Jahr, Titel, Platzierungen, Wochen, Auszeichnungen, Anmerkungen) | Anmerkungen |
| Jahr | Titel                                                | DE | AT | CH | UK | US | Anmerkungen |
| ---- | ---------------------------------------------------- | --- | --- | --- | --- | --- | --- |
| 1957 | Tony                                                 | — | — | — | — | US14 (9 Wo.)US | Erstveröffentlichung: 14. Januar 1957 Produzent: Ernest Altschuler |
| 1962 | I Left My Heart in San Francisco                     | — | — | — | UK13 (14 Wo.)UK | US5 Platin · (149 Wo.)US | Erstveröffentlichung: 18. Juni 1962 Charteintritt in UK erst im Mai 1965 Produzent: Ernest Altschuler                                                                                            |
| 1963 | I Wanna Be Around …                                  | — | — | — | — | US5 (44 Wo.)US | Erstveröffentlichung: 18. Februar 1963 Produzent: Ernest Altschuler, Bandleader: Marty Manning                                                                                                   |
| 1963 | This Is All I Ask                                    | — | — | — | — | US24 (30 Wo.)US | Erstveröffentlichung: Juli 1963 Produzent: Ernest Altschuler, Bandleader: Ralph Burns feat. The Ralph Sharon Trio                                                                                |
| 1964 | The Many Moods of Tony                               | — | — | — | — | US20 (24 Wo.)US | Erstveröffentlichung: Februar 1964 Produzent: Ernest Altschuler, Bandleader: Dick Hyman feat. The Ralph Sharon Trio                                                                              |
| 1964 | When Lights Are Low                                  | — | — | — | — | US79 (12 Wo.)US | Erstveröffentlichung: 20. April 1964 Produzent: Ernest Altschuler feat. The Ralph Sharon Trio |
| 1965 | Who Can I Turn To                                    | — | — | — | — | US42 (19 Wo.)US | Erstveröffentlichung: 16. November 1964 Produzent: Ernest Altschuler, Bandleader: George Siravo feat. The Ralph Sharon Trio                                                                      |
| 1965 | If I Ruled the World: Songs for the Jet Set          | — | — | — | — | US47 (22 Wo.)US | Erstveröffentlichung: 19. April 1965 Produzent: Ernest Altschuler, Bandleader: Don Costa feat. The Ralph Sharon Trio                                                                             |
| 1966 | The Movie Song Album                                 | — | — | — | — | US18 (29 Wo.)US | Erstveröffentlichung: 31. Januar 1966 Produzent: Ernest Altschuler Bandleader: Johnny Mandel, Neal Hefti, Quincy Jones                                                                           |
| 1967 | A Time for Love                                      | — | — | — | — | US68 (18 Wo.)US | Erstveröffentlichung: 29. August 1966 Produzenten: Ernie Altschuler, Vic Lewis |
| 1967 | Tony Makes It Happen!                                | — | — | — | UK31 (3 Wo.)UK | US178 (6 Wo.)US | Erstveröffentlichung: April 1967 Produzent: Howard Roberts, Bandleader: Marion Evans |
| 1967 | For Once in My Life                                  | — | — | — | UK29 (5 Wo.)UK | US164 (7 Wo.)US | Erstveröffentlichung: Dezember 1967 Produzenten: Howard Roberts, Ernie Altschuler |
| 1969 | I’ve Gotta Be Me                                     | — | — | — | — | US137 (5 Wo.)US | Erstveröffentlichung: August 1969 Produzent: Jimmy Wisner Bandleader: Peter Matz, Torrie Zito |
| 1970 | Tony Sings the Great Hits of Today!                  | — | — | — | — | US144 (11 Wo.)US | Erstveröffentlichung: 7. Januar 1970 Produzent: Wally Gold, Bandleader: Peter Matz |
| 1970 | Tony Bennett’s Something                             | — | — | — | — | US193 (2 Wo.)US | Erstveröffentlichung: 14. November 1970 Produzent: Teo Macero, Bandleader: Peter Matz |
| 1971 | Love Story                                           | — | — | — | — | US67 (13 Wo.)US | Erstveröffentlichung: Februar 1971 Produzenten: Ernie Altschuler, Howard Roberts, Teo Macero |
| 1972 | Summer of ’42                                        | — | — | — | — | US182 (4 Wo.)US | Erstveröffentlichung: Februar 1972 Produzenten: Howard Roberts, Teo Macero |
| 1972 | With Love                                            | — | — | — | — | US167 (14 Wo.)US | Erstveröffentlichung: 1972 |
| 1972 | The Good Things in Life                              | — | — | — | — | US196 (6 Wo.)US | Erstveröffentlichung: 12. Oktober 1972 mit Robert Farnon and His Orchestra |
| 1986 | The Art of Excellence                                | — | — | — | — | US160 (8 Wo.)US | Erstveröffentlichung: 3. Mai 1986 Produzent: Danny Bennett, mit The Ralph Sharon Trio |
| 1992 | Perfectly Frank                                      | — | — | — | — | US102 Gold · (26 Wo.)US | Erstveröffentlichung: 15. September 1992 Tribute to Frank Sinatra Grammy (Best Traditional Pop Vocal Performance) Produzent: Andre Fischer                                                       |
| 1993 | Steppin’ Out                                         | — | — | — | — | US128 Gold · (16 Wo.)US | Erstveröffentlichung: 5. Oktober 1993 Grammy (Best Traditional Pop Vocal Performance) Produzent: David Kahne feat. The Ralph Sharon Trio                                                         |
| 1995 | Here’s to the Ladies                                 | — | — | — | — | US96 (9 Wo.)US | Erstveröffentlichung: 24. Oktober 1995 Grammy (Best Traditional Pop Vocal Performance) Produzent: David Kahne feat. The Ralph Sharon Trio                                                        |
| 1997 | Tony Bennett on Holiday: A Tribute to Billie Holiday | — | — | — | — | US101 (5 Wo.)US | Erstveröffentlichung: 4. Februar 1997 Grammy (Best Traditional Pop Vocal Performance) Produzenten: Tony Bennett, Danny Bennett, Phil Ramone                                                      |
| 1999 | Bennett Sings Ellington: Hot & Cool                  | — | — | — | — | US161 (3 Wo.)US | Erstveröffentlichung: 28. September 1999 Coveralbum zum 100. Geburtstag von Duke Ellington Grammy (Best Traditional Pop Vocal Performance) Produzenten: Danny Bennett, Tony Bennett, Phil Ramone |
| 2001 | Playin’ with My Friends: Bennett Sings the Blues     | — | — | — | UK96 (1 Wo.)UK | US50 (10 Wo.)US | Erstveröffentlichung: 6. November 2001 Grammy (Best Traditional Pop Vocal Album) Produzent: Phil Ramone                                                                                          |
| 2002 | A Wonderful World                                    | — | — | — | UK33 (3 Wo.)UK | US41 Gold · (18 Wo.)US | Erstveröffentlichung: 5. November 2002 Grammy (Best Traditional Pop Vocal Album) Produzent: T-Bone Burnett, mit k.d. lang                                                                        |
| 2004 | The Art of Romance                                   | — | — | — | — | US65 (5 Wo.)US | Erstveröffentlichung: 9. November 2004 Grammy (Best Traditional Pop Vocal Album) Produzent: Phil Ramone                                                                                          |
| 2006 | Duets: An American Classic                           | — | — | — | UK15 Gold · (10 Wo.)UK | US3 ×2Doppelplatin · (57 Wo.)US                                                                                                   | Erstveröffentlichung: 26. September 2006 Grammy (Best Traditional Pop Vocal Album) Produzent: Phil Ramone                                                                                        |
| 2008 | A Swingin’ Christmas                                 | — | — | — | — | US28 (9 Wo.)US | Erstveröffentlichung: 14. Oktober 2008 Produzent: Phil Ramone feat. The Count Basie Big Band |
| 2011 | Duets II                                             | DE19 (5 Wo.)DE | AT7 (7 Wo.)AT | CH14 (8 Wo.)CH | UK5 Gold · (17 Wo.)UK | US1 Platin · (35 Wo.)US | Erstveröffentlichung: 20. September 2011 Grammy (Best Traditional Pop Vocal Album) Produzent: Phil Ramone                                                                                        |
| 2012 | Viva Duets                                           | — | — | — | — | US5 (11 Wo.)US | Erstveröffentlichung: 22. Oktober 2012 |
| 2013 | The Classics                                         | — | — | — | UK35 (2 Wo.)UK | US174 (1 Wo.)US | Erstveröffentlichung: 3. September 2013 Charteintritt in UK erst im April 2014, in US erst posthum im August 2023                                                                                |
| 2014 | Cheek to Cheek                                       | DE12 (4 Wo.)DE | AT6 (13 Wo.)AT | CH7 (8 Wo.)CH | UK10 Silber · (14 Wo.)UK | US1 Gold · (30 Wo.)US | Erstveröffentlichung: 23. September 2014 Grammy (Best Traditional Pop Vocal Album) Produzent: Dae Bennett, mit Lady Gaga                                                                         |
| 2015 | The Silver Lining: The Music of Jerome Kern          | — | — | — | — | US96 (1 Wo.)US | Erstveröffentlichung: 25. September 2015 mit Bill Charlap |
| 2016 | Tony Bennett Celebrates 90                           | — | — | — | — | US35 (2 Wo.)US | Erstveröffentlichung: 16. Dezember 2016 |
| 2018 | Love Is Here to Stay                                 | DE20 (2 Wo.)DE | AT4 (7 Wo.)AT | CH12 (4 Wo.)CH | UK33 (1 Wo.)UK | US11 (4 Wo.)US | Erstveröffentlichung: 14. September 2018 mit Diana Krall |
| 2021 | Love for Sale                                        | DE5 (4 Wo.)DE | AT4 (3 Wo.)AT | CH2 (5 Wo.)CH | UK6 (2 Wo.)UK | US8 (6 Wo.)US | Erstveröffentlichung: 1. Oktober 2021 mit Lady Gaga |

grau schraffiert: keine Chartdaten aus diesem Jahr verfügbar
Weitere Studioalben
- 1952: Because of You
- 1955: Cloud 7 (feat. Chuck Wayne)
- 1955: Alone at Last with Tony Bennett
- 1956: Because of You (10"-Minialbum mit 6 Tracks)
- 1957: The Beat of My Heart
- 1958: Long Ago and Far Away
- 1959: In Person! (mit Count Basie and His Orchestra)
- 1959: Strike Up the Band (mit Count Basie and His Orchestra)
- 1959: Hometown, My Town
- 1959: Count Basie Swings / Tony Bennett Sings (mit Count Basie)
- 1960: To My Wonderful One
- 1960: Sings a String of Harold Arlen
- 1961: Tony Sings for Two
- 1961: Alone Together
- 1961: Sings a String of Harold Arlen
- 1961: My Heart Sings
- 1961: I’ve Grown Accustomed to Her Face (mit Al Tornello)
- 1968: Yesterday I Heard the Rain
- 1968: Snowfall: The Tony Bennett Christmas Album (US: Platin)
- 1969: Just One of Those Things
- 1972: Listen Easy
- 1972: Life Is Beautiful
- 1973: Tony!
- 1973: The Trolley Song
- 1973: Tony Bennett Sings 10 Rodgers and Hart Songs
- 1973: Tony Bennett Sings More Great Rodgers and Hart
- 1973: The Rodgers & Hart Songs with the Ruby Braff-George Barnes Quartet (2 LPs)
- 1973: When I Fall in Love
- 1975: The Tony Bennett/Bill Evans Album (mit Bill Evans)
- 1976: Tony Bennett Sings 10 Rodgers & Hart Songs
- 1977: Together Again (mit Bill Evans)
- 1977: A Tribute to Duke (mit Bing Crosby, Rosemary Clooney und Woody Herman)
- 1977: Tony Bennett/The McPartlands and Friends Make Beautiful Music
- 1979: Fascinatin’ Rhythm (mit Gene Krupa)
- 1983: The Music of Your Life
- 1984: Chicago (mit Count Basie)
- 1985: Life Is a Song (mit Count Basie)
- 1987: Bennett/Berlin (Tribute to Irving Berlin)
- 1990: Astoria: Portrait of the Artist
- 1994: Tony Bennett with the Count Basie Orchestra (mit dem Count Basie Orchestra)
- 1995: Tony Bennett’s Something
- 1998: Tony Bennett: The Playground
- 2002: Christmas with Tony Bennett and the London Symphony Orchestra (mit London Symphony Orchestra)
- 2005: Life Is a Song
- 2007: The Kings of Swing (mit Tony Hadley)

### Livealben
| Jahr | Titel                                                   | Höchstplatzierung, Gesamtwochen, AuszeichnungChartplatzierungen (Jahr, Titel, Platzierungen, Wochen, Auszeichnungen, Anmerkungen) | Höchstplatzierung, Gesamtwochen, AuszeichnungChartplatzierungen (Jahr, Titel, Platzierungen, Wochen, Auszeichnungen, Anmerkungen) | Höchstplatzierung, Gesamtwochen, AuszeichnungChartplatzierungen (Jahr, Titel, Platzierungen, Wochen, Auszeichnungen, Anmerkungen) | Höchstplatzierung, Gesamtwochen, AuszeichnungChartplatzierungen (Jahr, Titel, Platzierungen, Wochen, Auszeichnungen, Anmerkungen) | Höchstplatzierung, Gesamtwochen, AuszeichnungChartplatzierungen (Jahr, Titel, Platzierungen, Wochen, Auszeichnungen, Anmerkungen) | Anmerkungen |
| Jahr | Titel                                                   | DE | AT | CH | UK | US | Anmerkungen |
| ---- | ------------------------------------------------------- | --- | --- | --- | --- | --- | --- |
| 1962 | Tony Bennett at Carnegie Hall                           | — | — | — | — | US37 (19 Wo.)US | Erstveröffentlichung: 23. Juli 1962 Aufnahme: Carnegie Hall, 9. Juni 1962, mit Ralph Sharon and His Orchestra                                                                          |
| 1971 | Get Happy with the London Philharmonic Orchestra        | — | — | — | — | US195 (2 Wo.)US | Erstveröffentlichung: 1971 Aufnahme: Royal Albert Hall, 31. Januar 1971, mit London Philharmonic Orchestra                                                                             |
| 1994 | MTV Unplugged: Tony Bennett                             | — | — | — | — | US48 Platin · (27 Wo.)US | Erstveröffentlichung: 28. Juni 1994 Grammy (Best Traditional Pop Vocal Performance), Grammy (Album of the Year) Aufnahme: Sony Studios New York, 12. April 1994 Produzent: David Kahne |
| 2001 | Christmas in Vienna VII (EU) / Our Favorite Things (US) | DE79 (2 Wo.)DE | AT48 (5 Wo.)AT | CH78 (1 Wo.)CH | — | US102 (6 Wo.)US | Erstveröffentlichung: Oktober 2001 Produzenten: Grace Row, Jorge Calandrelli mit Plácido Domingo, Charlotte Church und Vanessa Williams                                                |
| 2013 | The White House Sessions: Live 1962                     | — | — | — | — | US74 (2 Wo.)US | Erstveröffentlichung: 20. Mai 2013 mit Dave Brubeck |

grau schraffiert: keine Chartdaten aus diesem Jahr verfügbar
Weitere Livealben
- 1958: Live at the Latin Casino in Philadelphia with Count Basie (mit Count Basie)
- 1962: At Carnegie Hall Part 2 (Aufnahme: 9. Juni 1962)
- 1964: From This Moment On: Live at the Sahara
- 1977: Tony Bennett with the McPartlands and Friends Make Magnificent Music
- 2006: That San Francisco Sun
- 2011: Tony Bennett: Live
- 2013: Live at the Sahara: Las Vegas, 1964
- 2014: Tony Bennett and Lady Gaga: Cheek to Cheek Live! (mit Lady Gaga)

### Kompilationen
| Jahr | Titel                                                     | Höchstplatzierung, Gesamtwochen, AuszeichnungChartplatzierungen (Jahr, Titel, Platzierungen, Wochen, Auszeichnungen, Anmerkungen) | Höchstplatzierung, Gesamtwochen, AuszeichnungChartplatzierungen (Jahr, Titel, Platzierungen, Wochen, Auszeichnungen, Anmerkungen) | Höchstplatzierung, Gesamtwochen, AuszeichnungChartplatzierungen (Jahr, Titel, Platzierungen, Wochen, Auszeichnungen, Anmerkungen) | Höchstplatzierung, Gesamtwochen, AuszeichnungChartplatzierungen (Jahr, Titel, Platzierungen, Wochen, Auszeichnungen, Anmerkungen) | Höchstplatzierung, Gesamtwochen, AuszeichnungChartplatzierungen (Jahr, Titel, Platzierungen, Wochen, Auszeichnungen, Anmerkungen) | Anmerkungen                                                      |
| Jahr | Titel                                                     | DE | AT | CH | UK | US | Anmerkungen                                                      |
| ---- | --------------------------------------------------------- | --- | --- | --- | --- | --- | ---------------------------------------------------------------- |
| 1958 | Tony’s Greatest Hits                                      | — | — | — | UK14 (24 Wo.)UK | — | Erstveröffentlichung: 1958 Charteintritt in UK erst im Juni 1967 |
| 1965 | Tony’s Greatest Hits, Volume III                          | — | — | — | — | US20 Gold · (42 Wo.)US | Erstveröffentlichung: 1965                                       |
| 1966 | A String of Tony’s Hits                                   | — | — | — | UK9 (13 Wo.)UK | — | Erstveröffentlichung: Februar 1966                               |
| 1969 | Tony’s Greatest Hits, Volume IV                           | — | — | — | — | US174 (8 Wo.)US | Erstveröffentlichung: 1969                                       |
| 1972 | Tony Bennett’s All-Time Greatest Hits                     | — | — | — | — | US175 Gold · (7 Wo.)US | Erstveröffentlichung: 1972                                       |
| 1977 | The Very Best of Tony Bennett: 20 Greatest Hits           | — | — | — | UK23 (4 Wo.)UK | — | Erstveröffentlichung: 1976                                       |
| 1998 | The Essential Tony Bennett: A Retrospective               | — | — | — | UK49 Silber · (6 Wo.)UK | — | Erstveröffentlichung: 30. November 1998                          |
| 2002 | The Essential Tony Bennett                                | — | — | — | — | US125 (4 Wo.)US | Erstveröffentlichung: 23. Juli 2002 Doppelalbum                  |
| 2007 | Tony Bennett Sings the Ultimate American Songbook, Vol. 1 | — | — | — | UK35 (3 Wo.)UK | US16 (6 Wo.)US | Erstveröffentlichung: 25. September 2007                         |
| 2011 | The Classic Christmas Album                               | — | — | — | — | US91 (7 Wo.)US | Erstveröffentlichung: 11. Oktober 2011                           |
| 2012 | Duets & Duets II                                          | — | — | — | UK59 (1 Wo.)UK | — | Erstveröffentlichung: März 2012                                  |

grau schraffiert: keine Chartdaten aus diesem Jahr verfügbar
Weitere Kompilationen
| - 1958: Blue Velvet - 1960: More Tony’s Greatest Hits - 1962: Mr. Broadway: Tony’s Greatest Broadway Hits - 1969: Love Story: 20 All-Time Great Recordings - 1970: Sings His All-Time Hall of Fame Hits (US: Gold) - 1986: 16 Most Requested Songs (US: Gold) - 1987: Jazz - 1989: The Complete Fantasy Recordings (Box mit 9 CDs) - 1991: Forty Years: The Artistry of Tony Bennett - 2000: The Ultimate Tony Bennett - 2004: Fifty Years: The Artistry of Tony Bennett | - 2005: Tony Bennett: Take My Hand - 2006: Tony Bennett Sings for Lovers - 2006: Tony Bennett’s Greatest Hits of the ’60s - 2006: Tony Bennett: Through the Years - 2007: The Classic Collection - 2007: Tony Bennett - 2009: The Complete Tony Bennett/Bill Evans Recordings (2 CDs) - 2012: Isn’t It Romantic? - 2013: Eight Classic Albums (4 CDs) - 2013: As Time Goes By: Great American Songbook Classics |

## Singles
| Jahr | Titel Album                                                                      | Höchstplatzierung, Gesamtwochen/‑monate, AuszeichnungChartplatzierungen (Jahr, Titel, Album, Platzierungen, Wochen/Monate, Auszeichnungen, Anmerkungen) | Höchstplatzierung, Gesamtwochen/‑monate, AuszeichnungChartplatzierungen (Jahr, Titel, Album, Platzierungen, Wochen/Monate, Auszeichnungen, Anmerkungen) | Höchstplatzierung, Gesamtwochen/‑monate, AuszeichnungChartplatzierungen (Jahr, Titel, Album, Platzierungen, Wochen/Monate, Auszeichnungen, Anmerkungen) | Höchstplatzierung, Gesamtwochen/‑monate, AuszeichnungChartplatzierungen (Jahr, Titel, Album, Platzierungen, Wochen/Monate, Auszeichnungen, Anmerkungen) | Höchstplatzierung, Gesamtwochen/‑monate, AuszeichnungChartplatzierungen (Jahr, Titel, Album, Platzierungen, Wochen/Monate, Auszeichnungen, Anmerkungen) | Anmerkungen |
| Jahr | Titel Album                                                                      | DE | AT | CH | UK | US | Anmerkungen |
| ---- | -------------------------------------------------------------------------------- | --- | --- | --- | --- | --- | --- |
| 1951 | Because of You –                                                                 | — | — | — | — | US1 (31 Wo.)US | Erstveröffentlichung: 1951 |
| 1951 | I Won’t Cry Anymore –                                                            | — | — | — | — | US14 (12 Wo.)US | Erstveröffentlichung: 1951 |
| 1951 | Cold Cold Heart –                                                                | — | — | — | — | US1 (27 Wo.)US | Erstveröffentlichung: 1951 |
| 1951 | Blue Velvet –                                                                    | — | — | — | — | US18 (11 Wo.)US | Erstveröffentlichung: 1951 mit Percy Faith & His Orchestra |
| 1951 | Solitaire –                                                                      | — | — | — | — | US24 (3 Wo.)US | Erstveröffentlichung: 1951 |
| 1952 | Here in My Heart –                                                               | — | — | — | — | US20 (10 Wo.)US | Erstveröffentlichung: 1952 |
| 1953 | Have a Good Time –                                                               | — | — | — | — | US27 (1 Wo.)US | Erstveröffentlichung: 1953 |
| 1953 | Rags to Riches –                                                                 | — | — | — | — | US1 (24 Wo.)US | Erstveröffentlichung: 1953 |
| 1953 | Stranger in Paradies –                                                           | — | — | — | — | US3 (19 Wo.)US | Erstveröffentlichung: 1953 |
| 1953 | Stranger in Paradise Alone at Last                                               | — | — | — | UK1 (16 Wo.)UK | — | Erstveröffentlichung: 2. November 1953 Charteintritt in UK erst im April 1955; mit Percy Faith and His Orchestra and Chorus Autoren: George Forrest, Bob Wright Original: A. P. Borodin – Polovtsian Dances, 1869                 |
| 1954 | There’ll Be No Teardrops Tonight –                                               | — | — | — | — | US11 (7 Wo.)US | Erstveröffentlichung: 1954 |
| 1954 | Cinnamon Sinner –                                                                | — | — | — | — | US19 (7 Wo.)US | Erstveröffentlichung: 1954 |
| 1955 | Close Your Eyes Because of You                                                   | — | — | — | UK18 (1 Wo.)UK | — | Erstveröffentlichung: 17. Januar 1955 Autor: Bernice Petkere Original: Al Bowlly mit Ray Noble & His Orchestra |
| 1956 | Come Next Spring Autographed Edition of Hits (EP)                                | — | — | — | UK29 (1 Wo.)UK | — | Erstveröffentlichung: 31. Oktober 1955 mit Percy Faith and His Orchestra Autoren: Lenny Adelson, Max Steiner |
| 1956 | Can You Find It in Your Heart Autographed Edition of Hits (EP)                   | — | — | — | — | US19 (19 Wo.)US | Erstveröffentlichung: 12. März 1956 mit Percy Faith and His Orchestra Autoren: Al Stillman, Robert Allen |
| 1956 | From the Candy Store on the Corner to the Chapel on the Hill –                   | — | — | — | — | US33 (12 Wo.)US | Erstveröffentlichung: 9. Juli 1956 mit Percy Faith and His Orchestra Sopran: Lois Winter, Autor: Bob Hilliard |
| 1956 | Happiness Street (Corner Sunshine Square) –                                      | — | — | — | — | US38 (14 Wo.)US | Erstveröffentlichung: 9. Juli 1956 B-Seite von From the Candy Store on the Corner … mit Percy Faith and His Orchestra Autoren: Edward White, Maxwell Wolfson Original: Georgia Gibbs, 1956                                        |
| 1956 | Just in Time In Person!                                                          | — | — | — | — | US46 (14 Wo.)US | Erstveröffentlichung: 8. Oktober 1956 mit Percy Faith and His Orchestra Autoren: Betty Comden, Adolph Green, Jule Styne Original: Sydney Chaplin & Judy Holliday, 1956                                                            |
| 1956 | The Autumn Waltz –                                                               | — | — | — | — | US41 (8 Wo.)US | Erstveröffentlichung: 8. Oktober 1956 B-Seite von Just in Time mit Percy Faith and His Orchestra Autoren: Bob Hilliard, Cy Coleman                                                                                                |
| 1957 | One for My Baby (And One More for the Road) –                                    | — | — | — | — | US49 (9 Wo.)US | Erstveröffentlichung: 8. April 1957 mit Ray Conniff Autoren: Harold Arlen, Johnny Mercer Original: Fred Astaire, 1943 |
| 1957 | In the Middle of an Island Tony’s Greatest Hits                                  | DE17 (3 Mt.)DE | — | — | — | US9 (21 Wo.)US | Erstveröffentlichung: 1. Juli 1957 mit Ray Ellis and His Orchestra Autoren: Nick Acquaviva, Ted Varnick |
| 1957 | I Am More Tony’s Greatest Hits                                                   | — | — | — | — | US93 (1 Wo.)US | Erstveröffentlichung: 1. Juli 1957 B-Seite von In the Middle of an Island Autoren: Earl Shuman, Sherman Edwards |
| 1957 | Ca, c’est l’amour Tony’s Greatest Hits                                           | — | — | — | — | US96 (2 Wo.)US | Erstveröffentlichung: 30. September 1957 B-Seite von I Never Felt More Like Falling in Love mit Neal Hefti and His Orchestra Autor: Cole Porter, Original: Tina Robin, 1957                                                       |
| 1958 | Young and Warm and Wonderful Tony’s Greatest Hits                                | — | — | — | — | US57 (8 Wo.)US | Erstveröffentlichung: 21. April 1958 mit Frank de Vol and His Orchestra Autoren: Hy Zaret, Louis C. Singer |
| 1958 | Firefly In Person!                                                               | — | — | — | — | US20 (13 Wo.)US | Erstveröffentlichung: 11. August 1958 mit Ray Ellis and His Orchestra Autoren: Carolyn Leigh, Cy Coleman |
| 1959 | Smile More Tony’s Greatest Hits                                                  | — | — | — | — | US73 (6 Wo.)US | Erstveröffentlichung: 6. Juli 1959 mit Ralph Burns and His Orchestra engl. Text: Geoff Parsons, John Turner Autor und Original: Charlie Chaplin (instrumental), 1936                                                              |
| 1959 | Climb Ev’ry Mountain More Tony’s Greatest Hits                                   | — | — | — | — | US74 (5 Wo.)US | Erstveröffentlichung: 2. November 1959 B-Seite von Ask Anyone in Love mit Ralph Burns and His Orchestra Autoren: Richard Rodgers, Oscar Hammerstein Original: Patricia Newey, 1959                                                |
| 1961 | Till To My Wonderful One                                                         | — | — | — | UK35 (2 Wo.)UK | — | Erstveröffentlichung: 8. August 1960 Autoren: Charles Danvers, Carl Sigman Original: Lucien Lupi – Prière sans espoir, 1956 |
| 1962 | I Left My Heart in San Francisco                                                 | — | — | — | UK25 (14 Wo.)UK | US19 (21 Wo.)US | Erstveröffentlichung: 2. Februar 1962 Charteintritt in UK erst im Juni 1965 Grammy (Best Male Pop Vocal Performance), Grammy (Record of the Year) Autoren: Douglas Cross, George Cory                                             |
| 1963 | I Will Live My Life for You I Wanna Be Around                                    | — | — | — | — | US85 (8 Wo.)US | Erstveröffentlichung: 16. November 1962 Autoren: Henri Salvador, Kurt Feltz, Marcel Stellman |
| 1963 | I Wanna Be Around                                                                | — | — | — | — | US14 (16 Wo.)US | Erstveröffentlichung: 16. November 1962 B-Seite von I Will Live My Life for You Autoren: Johnny Mercer, Sadie Vimmerstadt |
| 1963 | The Good Life I Wanna Be Around                                                  | — | — | — | UK27 (13 Wo.)UK | US18 Gold · (10 Wo.)US | Erstveröffentlichung: 7. Mai 1963 engl. Text: Jack Reardon Autor und Original: Sacha Distel – Marina (instrumental), 1962 |
| 1963 | Spring in Manhattan The Many Moods of Tony                                       | — | — | — | — | US92 (2 Wo.)US | Erstveröffentlichung: 7. Mai 1963 B-Seite von The Good Life Autoren: Alice Reach, Anthony Scibetta |
| 1963 | This Is All I Ask                                                                | — | — | — | — | US70 (7 Wo.)US | Erstveröffentlichung: 25. Juni 1963 Autor: Gordon Jenkins Original: Nat King Cole, 1958 |
| 1963 | True Blue Lou This Is All I Ask                                                  | — | — | — | — | US99 (2 Wo.)US | Erstveröffentlichung: 25. Juni 1963 B-Seite von This Is All I Ask Autoren: Leo Robin, Richard A. Whiting, Sam Coslow Original: Hal Skelly, 1929                                                                                   |
| 1963 | Don’t Wait Too Long The Many Moods of Tony                                       | — | — | — | — | US54 (7 Wo.)US | Erstveröffentlichung: 19. September 1963 Autor und Original: Sunny Skylar, 1952 |
| 1963 | The Little Boy The Many Moods of Tony                                            | — | — | — | — | US52 (9 Wo.)US | Erstveröffentlichung: 26. November 1963 B-Seite von The Moment of Truth Autoren: Al Stillman, Guy Wood |
| 1964 | When Joanna Loved Me The Many Moods of Tony                                      | — | — | — | — | US94 (5 Wo.)US | Erstveröffentlichung: 25. Februar 1964 Autoren: Jack Segal, Robert Wells |
| 1964 | It’s a Sin to Tell a Lie When Lights Are Low                                     | — | — | — | — | US99 (1 Wo.)US | Erstveröffentlichung: Juni 1964 mit The Ralph Sharon Trio Autor: Billy Mayhew Original: Fats Waller and His Rhythm, 1936 |
| 1964 | A Taste of Honey The Many Moods of Tony                                          | — | — | — | — | US94 (3 Wo.)US | Erstveröffentlichung: Juni 1964 B-Seite von It’s a Sin to Tell a Lie Autoren: Ric Marlow, Robert William Scott Original: Billy Dee Williams, 1964                                                                                 |
| 1964 | Who Can I Turn To (When Nobody Needs Me) Who Can I Turn To                       | — | — | — | — | US33 (10 Wo.)US | Erstveröffentlichung: 15. September 1964 Autoren: Leslie Bricusse, Anthony Newley Original: Norman Wisdom, 1964 |
| 1965 | If I Ruled the World If I Ruled the World – Songs for the Jet Set                | — | — | — | UK40 (5 Wo.)UK | US34 (8 Wo.)US | Erstveröffentlichung: 15. September 1964 B-Seite von Who Can I Turn To Autoren: Leslie Bricusse, Cyril Ornadel Original: Harry Secombe, 1963                                                                                      |
| 1965 | Fly Me to the Moon (In Other Words) If I Ruled the World – Songs for the Jet Set | — | — | — | — | US84 (4 Wo.)US | Erstveröffentlichung: 21. Juni 1965 Autor: Bart Howard Original: Felicia Sanders – In Other Words, 1954 |
| 1965 | Love Theme from “The Sandpiper” (The Shadow of Your Smile) The Movie Song Album  | — | — | — | — | US95 (6 Wo.)US | Erstveröffentlichung: 18. Oktober 1965 Autoren: Paul Francis Webster, Johnny Mandel Original: Johnny Mandel, 1965 |
| 1965 | The Very Thought of You A Time for Love                                          | — | — | — | UK21 (9 Wo.)UK | — | Erstveröffentlichung: 17. Dezember 1965 Autor: Ray Noble Original: Ray Noble and His Orchestra mit Al Bowlly |
| 1966 | Georgia Rose A Time for Love                                                     | — | — | — | — | US89 (4 Wo.)US | Erstveröffentlichung: 20. Juni 1966 Autoren: Harry Rosenthal, Alexander Sullivan, Jimmy Flynn Original: The California Ramblers, 1922                                                                                             |
| 1967 | For Once in My Life                                                              | — | — | — | — | US91 (5 Wo.)US | Erstveröffentlichung: 8. August 1967 Autoren: Ronald Miller, Orlando Murden Original: Jean DuShon, 1966 |
| 1968 | Winter Wonderland Snowfall: The Tony Bennett Christmas Album                     | DE— aDE | — | CH64 (5 Wo.)CH | UK94 Gold · (2 Wo.)UK | — | Erstveröffentlichung: 1968 |
| 2011 | Body and Soul Duets II                                                           | DE31 (1 Wo.)DE | AT36 (1 Wo.)AT | CH35 (2 Wo.)CH | UK40 (2 Wo.)UK | US87 (1 Wo.)US | Erstveröffentlichung: 12. September 2011; mit Amy Winehouse Grammy (Best Pop Duo/Group Performance) Autoren: John Green, Edward Heyman, Frank Eyton, Robert Sour Original: Carroll Gibbons and the Playmates (instrumental), 1929 |

grau schraffiert: keine Chartdaten aus diesem Jahr verfügbar
Weitere Singles
| - 1950: The Boulevard of Broken Dreams - 1951: Since My Love Has Gone - 1952: Somewhere Along the Way - 1952: Roses of Yesterday - 1952: Congratulations to Someone - 1953: No One Will Ever Know - 1953: Take Me - 1954: Until Yesterday (Non e la pioggia) - 1954: Madonna, Madonna - 1954: My Pretty Shoo-Gah - 1955: What Will I Tell My Heart? - 1955: Don’t Tell Me Why (Pitie Senorita) - 1955: How Can I Replace You? - 1956: Sing You Sinners - 1957: Sold to the Man with the Broken Heart - 1957: Heart - 1957: I Never Felt More Like Falling in Love - 1957: Love Song from Beauty and the Beast (mit Percy Faith and His Orchestra) - 1958: Alone at Last / My Foolish Heart - 1958: The Beat of My Heart - 1958: Blue Moon - 1959: It’s so Peaceful in the Country - 1959: The Cool School - 1959: Being True to One Another - 1959: Ask Anyone in Love - 1960: Ask Me (I Know) - 1960: Put on a Happy Face - 1960: Marriage-Go-Round - 1960: Follow Me - 1961: Toot, Toot, Tootsie! (Goodbye) - 1961: Comes Once in a Lifetime - 1962: Candy Kisses - 1963: Tender Is the Night (mit Andy Williams, Earl Grant und Vic Damone) - 1963: The Moment of Truth - 1966: The Shadow of Your Smile - 1966: Baby Dream Your Dream (aus dem Broadway-Musical Sweet Charity) - 1966: Song from “The Oscar” (aus dem Film … denn keiner ist ohne Schuld) - 1966: A Time for Love - 1967: Days of Love (Theme from “Hombre”) (aus dem Film Man nannte ihn Hombre) - 1968: A Fool of Fools - 1968: Yesterday I Heard the Rain (Esta tarde vi llover) | - 1968: Hushabye Mountain - 1968: My Favorite Things - 1969: People (aus dem Film Funny Girl) - 1969: A Place over the Sun - 1969: Play It Again, Sam - 1969: I’ve Gotta Be Me - 1969: MacArthur Park - 1969: Coco - 1970: Something - 1970: Think How It’s Gonna Be - 1970: I’ll Begin Again - 1970: My Favorite Things - 1971: (Where Do I Begin) Love Story - 1971: Tea for Two - 1971: I’m Losing My Mind - 1971: Walkabout - 1971: The Riviera - 1972: Twilight World - 1972: Maybe This Time - 1972: Living Together, Growing Together - 1973: The Good Things in Life - 1973: My Love - 1973: All That Love Went to Waste - 1973: Tell Her It’s Snowing - 1975: Life Is Beautiful - 1975: As Time Goes By - 1976: There’s Always Tomorrow (Theme Song – United Way of America) - 1987: White Christmas - 1994: Moonglow (mit k.d. lang) - 1998: God Bless the Child (mit Billie Holiday) - 2001: New York State of Mind (mit Billy Joel) - 2002: What a Wonderful World (mit k.d. lang) - 2006: For Once in My Life (mit Stevie Wonder) – Grammy (Best Pop Collaboration with Vocals) - 2006: Just in Time (mit Michael Bublé) - 2007: I’ll Be Home for Christmas (Moby Remix) - 2014: It Don’t Mean a Thing (If It Ain’t Got That Swing) (mit Lady Gaga) - 2014: I Can’t Give You Anything but Love (mit Lady Gaga) - 2014: Anything Goes (mit Lady Gaga) - 2014: The Lady Is a Tramp (mit Lady Gaga) - 2014: Winter Wonderland (mit Lady Gaga) |

## Videoalben
| - 1981: Tony Bennett Sings - 1991: Tony Bennett Live: Watch What Happens - 1992: A Family Christmas - 1994: MTV Unplugged: The Video (US: Gold) - 1995: The Art of the Singer - 1997: Tony Bennett’s New York - 1999: Special Evening with Tony Bennett - 2000: New York - 2001: Live by Request: An All-Star Tribute - 2002: Tony Bennett’s Wonderful World – Live in San Francisco - 2003: An Intimate Night | - 2003: Hits and More - 2004: Tony Bennett’s New York - 2005: An Evening with Tony Bennett - 2005: In Concert: I Left My Heart in San Francisco - 2006: An American Classic (US: Platin) - 2006: Duets: The Making of an American Classics - 2006: The Sound of Velvet - 2008: My Funny Valentine - 2008: Lost Concert Series - 2012: Duets II: The Videos - 2014: Cheek to Cheek Live! (mit Lady Gaga) |

## Statistik

### Chartauswertung
|                     | DE    | AT    | CH    | UK     | US     |
| ------------------- | ----- | ----- | ----- | ------ | ------ |
| Nummer-eins-Alben   | DE—DE | AT—AT | CH—CH | UK—UK  | US2US  |
| Top-10-Alben        | DE1DE | AT3AT | CH2CH | UK4UK  | US8US  |
| Alben in den Charts | DE4DE | AT4AT | CH4CH | UK16UK | US48US |

|                       | DE    | AT    | CH    | UK    | US     |
| --------------------- | ----- | ----- | ----- | ----- | ------ |
| Nummer-eins-Singles   | DE—DE | AT—AT | CH—CH | UK1UK | US3US  |
| Top-10-Singles        | DE—DE | AT—AT | CH—CH | UK1UK | US5US  |
| Singles in den Charts | DE2DE | AT1AT | CH1CH | UK9UK | US43US |

### Auszeichnungen für Musikverkäufe
| Goldene Schallplatte - Australien - 2006: für das Album Duets: An American Classic - 2011: für das Album The Essential Tony Bennett - 2015: für das Album Cheek To Cheek - 2020: für die Single Winter Wonderland - Irland - 2006: für das Album Duets: An American Classic - Italien - 2023: für die Single Winter Wonderland - Kanada - 1996: für das Album MTV Unplugged - 2004: für das Album A Wonderful World - 2004: für das Album Playin' with My Friends: Bennett Sings the Blues - 2005: für das Videoalbum Tony Bennett at Carnegie Hall - 2012: für das Album Viva Duets - Mexiko - 2011: für das Album Duets II - Neuseeland - 1999: für das Album The Essential Tony Bennett: A Retrospective - 2003: für das Album A Wonderful World - 2006: für das Album Duets: An American Classic - Polen - 2012: für das Album Duets II - Portugal - 2011: für das Album Duets II - Vereinigtes Königreich - 2013: für das Album My Kind of Music | Platin-Schallplatte - Australien - 2002: für das Album A Wonderful World - Dänemark - 2023: für die Single Winter Wonderland - Kanada - 2011: für das Album Duets II - 2015: für das Album Cheek to Cheek - Polen - 2021: für das Album Love Is Here to Stay 2× Platin-Schallplatte - Australien - 2011: für das Album Duets II - Kanada - 2007: für das Album Duets: An American Classic |

Anmerkung: Auszeichnungen in Ländern aus den Charttabellen bzw. Chartboxen sind in ebendiesen zu finden.
| Land/RegionAuszeichnungen für Musikverkäufe (Land/Region, Auszeichnungen, Verkäufe, Quellen) | Silber     | Gold       | Platin       | Verkäufe   | Quellen                   |
| -------------------------------------------------------------------------------------------- | ---------- | ---------- | ------------ | ---------- | ------------------------- |
| Australien (ARIA)                                                                            | —          | 4× Gold4   | 3× Platin3   | 350.000    | aria.com.au               |
| Dänemark (IFPI)                                                                              | —          | —          | Platin1      | 90.000     | ifpi.dk                   |
| Irland (IRMA)                                                                                | —          | Gold1      | —            | 7.500      | irishcharts.ie            |
| Italien (FIMI)                                                                               | —          | Gold1      | —            | 50.000     | fimi.it                   |
| Kanada (MC)                                                                                  | —          | 5× Gold5   | 4× Platin4   | 555.000    | musiccanada.com           |
| Mexiko (AMPROFON)                                                                            | —          | Gold1      | —            | 30.000     | amprofon.com.mx           |
| Neuseeland (RMNZ)                                                                            | —          | 3× Gold3   | —            | 22.500     | aotearoamusiccharts.co.nz |
| Polen (ZPAV)                                                                                 | —          | Gold1      | Platin1      | 30.000     | olis.pl                   |
| Portugal (AFP)                                                                               | —          | Gold1      | —            | 7.500      | Einzelnachweise           |
| Vereinigte Staaten (RIAA)                                                                    | —          | 10× Gold10 | 7× Platin7   | 11.150.000 | riaa.com                  |
| Vereinigtes Königreich (BPI)                                                                 | 2× Silber2 | 4× Gold4   | —            | 820.000    | bpi.co.uk                 |
| Insgesamt                                                                                    | 2× Silber2 | 31× Gold31 | 16× Platin16 |            |                           |